# Conus penchaszadehi
Conus penchaszadehi é uma espécie de gastrópode do gênero Conus, pertencente à família Conidae.